# Stadion im. Hüseyina Avni Akera
Stadion im. Hüseyina Avni Akera (tur. Hüseyin Avni Aker Stadyumu) – nieistniejący już stadion sportowy położony w tureckim mieście Trabzon. Na stadionie swoje mecze domowe rozgrywała drużyna tureckiej Superligi, Trabzonspor. Stadion został zbudowany w 1951 roku, a jego oryginalna pojemność wynosiła 2400 miejsc. Stadion przeszedł renowację w 1967 roku, następnie druga renowacja odbyła się roku 1981 a kolejna renowacja miała miejsce w latach 1994–1998. W pierwszej dekadzie XXI wieku po raz kolejny przebudowano stadion, likwidując bieżnię lekkoatletyczną i zamieniając go w typowo piłkarski obiekt. W latach 2013–2016 w zachodniej części miasta wybudowano nowy stadion, na który piłkarze Trabzonsporu przenieśli się na początku 2017 roku. W 2018 roku stary stadion został rozebrany. Pod koniec jego istnienia pojemność stadionu wynosiła 24 169 miejsc. W 2007 roku obiekt był główną areną igrzysk czarnomorskich, a w 2013 roku jedną z aren piłkarskich Mistrzostw Świata U-20.